# Big Island, Virginia
Big Island är en ort i Bedford County i Virginia i USA. År 2020 hade Big Island 300 invånare.